# Трухин, Сергей Кириллович
Трухин Сергей Кириллович (15 сентября 1914 — 27 марта 1986) — советский военнослужащий, участник Великой Отечественной войны, полный кавалер ордена Славы, помощник командира взвода пешей разведки 1253-го стрелкового полка (379-я стрелковая дивизия, 3-я ударная армия, 2-й Прибалтийский фронт), старшина. Один из 29 полных кавалеров, награждённых четырьмя орденами Славы (двумя орденами Славы 2-й степени).

## Биография
Родился 15 сентября 1914 года в селе Тогул в крестьянской семье. Русский по национальности. Окончил 7 классов. Работал в колхозе. В 1936—1938 годах проходил срочную службу в Красной Армии, в пограничных частях на Дальнем Востоке. Перед войной жил и работал в селе Чиханиха Усть-Пристанского района Алтайского края.
В июле 1941 года был вновь призван в армию. С июня 1942 года участвовал в боях с захватчиками на Центральном, Западном, Волховском, 2-м Прибалтийском фронтах. К концу 1943 года был дважды ранен, награждён медалью «За отвагу», стал помощником командира взвода пешей разведки 1253-го стрелкового полка 379-й стрелковой дивизии. Член ВКП(б)/КПСС с 1943 года.
25 декабря 1943 года при выполнении боевого задания в районе населенного пункта Дретуль (северо-западнее города Полоцк) старший сержант Трухин, прикрывая отход группы захвата с «языком», уничтожил до 10 гитлеровцев. Приказом командира 379-й стрелковой дивизии от 31 декабря 1943 года старший сержант Трухин Сергей Кириллович награждён орденом Славы 3-й степени.
31 января 1944 года в бою за населенные пункты Нестеровка, Зеленино (северо-западнее города Невель) старший сержант Трухин, преследуя отступавшего противника, лично уничтожил 18 гитлеровцев. В бою за деревню Зеленино скрытно по льду озера провел свой взвод вплотную к позициям противника и внезапным ударом выбил врага. Командиром полка был представлен к награждению орденом Славы 2-й степени.
Пока по инстанциям ходили наградные документы, дивизия была переведена в состав 3-й ударной армии. Здесь разведчик вновь отличился. В ночь на 29 марта 1944 года старший сержант Трухин во главе группы разведчиков провел разведку боем. Скрытно проникнув в расположение врага, четыре разведчика уничтожили пулеметный расчет, гранатами истребили гитлеровцев в соседних блиндажах. В результате боя были выявлены огневые средства противника, уничтожено 7 солдат и 1 захвачен в плен. За этот бой, а также неоднократное умелое проведении разведки и захват лично 4-х «языков», был представлен к награждению орденом Красного Знамени.
Приказом по войскам 10-й гвардейской армии № 018/н от 11 апреля 1944 года старший сержант Трухин Сергей Кириллович награждён орденом Славы 2-й степени (за бои под Невелем 31 января, награда вручена через 25 лет после войны).
Приказом по войскам 3-й ударной армии № 106/н от 14 апреля 1944 года старший сержант Трухин Сергей Кириллович награждён орденом Славы 2-й степени.
28 июля 1944 года в районе города Резекне (Латвия) старшина Трухин во главе разведывательной группы захватил в плен 4 гитлеровцев. 8 августа 1944 года в составе группы захвата в ожесточенной схватке лично истребил около 10 пехотинцев. Был представлен к награждению орденом Славы 1-й степени. Участвовал в боях по ликвидации Курляндской группировки. В результате одного из разведвыходов привел в своё расположение сдавшийся в плен в полном составе вражеский батальон.
Указом Президиума Верховного Совета СССР от 24 марта 1945 года за мужество, отвагу и бесстрашие, проявленные в боях с гитлеровскими захватчиками, старшина Трухин Сергей Кириллович награждён орденом Славы 1-й степени. Стал полным кавалером ордена Славы.
После разгрома Германии участвовал в боях с японскими милитаристами на Дальнем Востоке в Маньчжурии. В августе 1946 года был уволен в запас.
Жил в городе Прокопьевск Кемеровской области. Работал старшим мастером, председателем завкома на заводе железобетонных изделий треста «Прокопьевскуглестрой». Скончался 27 марта 1986 года.

## Награды
- Орден Славы 1-й степени (№ 3772)
- Два ордена Славы 2-й степени (№ 70 и № 37541)
- Орден Славы 3-й степени (№ 753)
- Два Ордена Отечественной войны 1-й степени (22.02.1945 и 11.03.1985)
- Медаль «За отвагу»
- другие медали